# Macdunnoughia semivitta
Macdunnoughia semivitta är en fjärilsart som beskrevs av Moore 1867. Macdunnoughia semivitta ingår i släktet Macdunnoughia och familjen nattflyn. Inga underarter finns listade i Catalogue of Life.